# Amir Abrashi
Amir Malush Abrashi est un footballeur albano-kosovare né le 27 mars 1990 à Bischofszell. Il évolue au poste de milieu défensif au Grasshopper Zurich et en équipe d'Albanie.

## Biographie

### Carrière en club
Après un parcours junior dans plusieurs clubs du canton de Thurgovie, Amir Abrashi rejoint la banlieue zurichoise et le FC Winterthour. Après deux saisons complètes avec ce club en Challenge League, le jeune joueur est engagé par le Grasshopper Club Zurich. Avec les Sauterelles, et grâce à Ciriaco Sforza, il découvre la Super League. Le jeune joueur est un élément important au sein de l'effectif de GC et fait office de titulaire indiscutable.
Lors de la 7e journée de Super League de la saison 2011-2012, le jeune joueur se déchire les ligaments externes du genou gauche et manque plusieurs mois de compétition.

### Carrière internationale
Grâce à ses excellentes performances sous le maillot zurichois, Amir Abrashi est sélectionné pour participer à l'Euro espoirs 2011. Il y tient un rôle de joker, participant à quatre matchs et délivrant même une passe décisive.
Le 1er juin 2013, il annonce renoncer à l’équipe de Suisse, en raison d’une trop forte concurrence à son poste, et vouloir jouer pour l’Albanie.
Trois ans plus tard, il dispute sa première compétition internationale lors de l'Euro 2016.
Il est retenu dans la liste des 26 joueurs albanais du sélectionneur Sylvinho pour participer à l'Euro 2024.

#### Statistiques en club
| Saison                | Club                      | Championnat           | Championnat | Championnat | Coupe(s) nationale(s) | Coupe(s) nationale(s) | Compétition(s) continentale(s) | Compétition(s) continentale(s) | Compétition(s) continentale(s) | Albanie | Albanie | Total | Total |
| Saison                | Club                      | Division              | M.          | B.          | M.                    | B.                    | Comp.                          | M.                             | B.                             | M.      | B.      | M.    | B.    |
| 2007-2008             | FC Winterthour            | Challenge League      | 3           | 0           | -                     | -                     | -                              | -                              | -                              | -       | -       | 3     | 0     |
| 2008-2009             | FC Winterthour            | Challenge League      | 24          | 1           | -                     | -                     | -                              | -                              | -                              | -       | -       | 24    | 1     |
| 2009-2010             | FC Winterthour            | Challenge League      | 28          | 3           | 3                     | 1                     | -                              | -                              | -                              | -       | -       | 31    | 4     |
| Sous-total            | Sous-total                | Sous-total            | 55          | 4           | 3                     | 1                     | -                              | -                              | -                              | -       | -       | 58    | 5     |
| 2010-2011             | Grasshopper Zurich (prêt) | Super League          | 27          | 1           | 4                     | 3                     | C3                             | 2                              | 0                              | -       | -       | 33    | 4     |
| 2011-2012             | Grasshopper Zurich        | Super League          | 15          | 0           | 1                     | 0                     | -                              | -                              | -                              | -       | -       | 16    | 0     |
| 2012-2013             | Grasshopper Zurich        | Super League          | 27          | 3           | 6                     | 0                     | -                              | -                              | -                              | -       | -       | 33    | 3     |
| 2013-2014             | Grasshopper Zurich        | Super League          | 32          | 0           | 4                     | 1                     | C1+C3                          | 2+2                            | 0+0                            | 7       | 0       | 47    | 1     |
| 2014-2015             | Grasshopper Zurich        | Super League          | 26          | 2           | 3                     | 0                     | C1+C3                          | 2+2                            | 1+0                            | 6       | 0       | 39    | 3     |
| Sous-total            | Sous-total                | Sous-total            | 127         | 6           | 18                    | 4                     | -                              | 10                             | 1                              | 13      | 0       | 168   | 11    |
| 2015-2016             | SC Fribourg               | 2. Bundesliga         | 33          | 3           | 1                     | 0                     | -                              | -                              | -                              | 8       | 0       | 42    | 3     |
| 2016-2017             | SC Fribourg               | Bundesliga            | 20          | 1           | 1                     | 0                     | -                              | -                              | -                              | 5       | 0       | 26    | 1     |
| 2017-2018             | SC Fribourg               | Bundesliga            | 12          | 0           | 1                     | 0                     | C3                             | 1                              | 0                              | 1       | 0       | 15    | 0     |
| 2018-2019             | SC Fribourg               | Bundesliga            | 10          | 0           | 0                     | 0                     | -                              | -                              | -                              | 4       | 0       | 14    | 0     |
| 2019-2020             | SC Fribourg               | Bundesliga            | 13          | 0           | 1                     | 0                     | -                              | -                              | -                              | -       | -       | 14    | 0     |
| 2020-2021             | SC Fribourg               | Bundesliga            | 5           | 0           | -                     | -                     | -                              | -                              | -                              | -       | -       | 5     | 0     |
| Sous-total            | Sous-total                | Sous-total            | 93          | 4           | 4                     | 0                     | -                              | 1                              | 0                              | 18      | 0       | 116   | 4     |
| 2020-2021             | FC Bâle (prêt)            | Super League          | 10          | 0           | -                     | -                     | -                              | -                              | -                              | -       | -       | 10    | 0     |
| Sous-total            | Sous-total                | Sous-total            | 10          | 0           | 0                     | 0                     | -                              | 0                              | 0                              | 0       | 0       | 10    | 0     |
| Total sur la carrière | Total sur la carrière     | Total sur la carrière | 285         | 14          | 25                    | 5                     | -                              | 11                             | 1                              | 31      | 0       | 352   | 20    |

## Palmarès

### Titres remportés en sélection nationale
- Suisse espoirs
  - Championnat d'Europe espoirs
    - Finaliste : 2011